# Сухоборка (Нижньогородська область)
Сухоборка (рос. Сухоборка) — присілок в Воскресенському районі Нижньогородської області Російської Федерації.
Населення становить 103 особи. Входить до складу муніципального утворення Богородська сільрада.

## Історія
Від 2009 року входить до складу муніципального утворення Богородська сільрада.

## Населення
| 1999 | 2002 | 2010 |
| ---- | ---- | ---- |
| 131  | ↗135 | ↘103 |